# Prasat Sikhoraphum

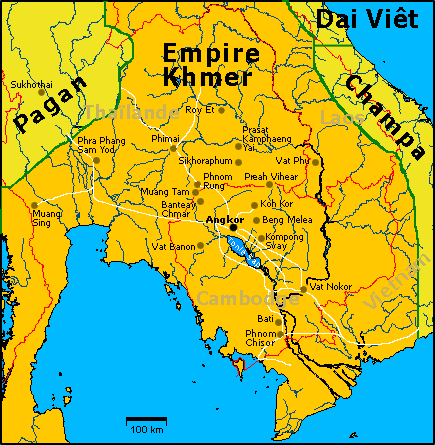
Principaux sites khmers

Le Prasat Sikhoraphum est un temple khmer situé en Thaïlande, entre les villes de Surin et Sisaket, bâti au XIIe siècle par le roi Suryavarman II pour le culte hindouiste.
Il est composé de 5 tours (prangs) de brique sur un socle en latérite et grès; ces 5 tours sont disposées en quinconce, plan unique en Thaïlande : une tour centrale entourée de 4 tours situées aux angles du socle. Des bas-reliefs en grès décorent la tour principale (linteau représentant Shiva Nataraja, ainsi que des scènes avec Brahma, Ganesh, Vishnou et Uma, encadrements de porte avec décors d'apsaras / devatas et dvarapalas.
La conversion du temple au bouddhisme au XVIe siècle et les apports architecturaux par les Laos sont manifestes au niveau des toits des tours.
Le nom de ce prasat vient du sanscrit shikhara, désignant une tour sanctuaire de l'Inde du sud.

## Plan
Le plan en quinconce est unique en Thaïlande et ce, bien que plusieurs exemples existent dans l'actuel Cambodge (Prè Rup, Mebon oriental, Angkor Vat) ; cette disposition avec une tour centrale entourée de quatre autres représente clairement le mont Méru et était d'habitude réservée aux Temples d'État des rois khmers. La plateforme de latérite et de grès sur laquelle reposent les tours est un carré de 25 mètres de côté sur 1 mètre de hauteur. L'ensemble est entouré par une douve en U, séparée en deux par des chaussées de 111 mètres sur 125 mètres.

## La tour centrale
La partie la plus remarquable de la tour centrale est la porte avec ses montants et surmontée d'un linteau de grès couleur ocre, qui sont non seulement finement ciselés mais présentent des sujets uniques en Thaïlande : la dimension verticale du linteau est très importante et les scènes qui y sont représentées, très nombreuses.

À la base, on trouve un kâla surmonté par un Shiva dansant à dix bras -neuf en l'air, un contre sa poitrine- (Shiva Nataraja détruisant et reconstruisant le monde en un cycle sans fin). Shiva est supporté par trois oies (hamsas) qui indiquent qu'il s'agit d'une scène céleste. Le kâla agrippe les pattes arrière de deux lions, qui eux-mêmes tiennent des lotus dont s'échappent des guirlandes qui viennent orner l'ensemble du linteau. Sous la guirlande, à droite de Shiva, on peut voir deux dieux : Brahma (à gauche, avec trois têtes visibles) et Ganesh (à droite). 
Sous la guirlande, à gauche de Shiva, on peut voir deux autres dieux : Durga (à gauche) et Vishnou (à droite). À gauche, au-dessus de la guirlande, deux hommes combattant un sanglier, identifiables à Arjuna et au Kirata. De l'autre côté, en symétrie par rapport à Shiva, deux hommes qui combattent sous un lotus supportant un petit animal à tête humaine couronnée, peut être le Rakshasa Muka. Tout en bas du linteau, sous la guirlande, on peut voir des dragons, comme il en existe aussi au  Prasat Phanom Rung, qui témoignent d'une influence chinoise.
Sous le linteau, la porte est flanquée de colonnettes octogonales, les colonnes elles-mêmes étant décorées d'apsaras et de dvarapalas. Les sculptures d'apsaras sont quasiment inconnues en dehors du Cambodge. Un autre exemple est visible au Prasat Pako.
Au-dessus du linteau, on peut voir de magnifiques nâgas couronnés du style du Baphuon

## Les autres tours
L'intérêt de ces tours réside dans le travail remarquable de la brique (redents) à une époque où elle n'était plus utilisée au Cambodge. Tout comme la tour centrale, elles comportent une vraie porte orientée vers l'est et trois fausses portes.

## Photographies

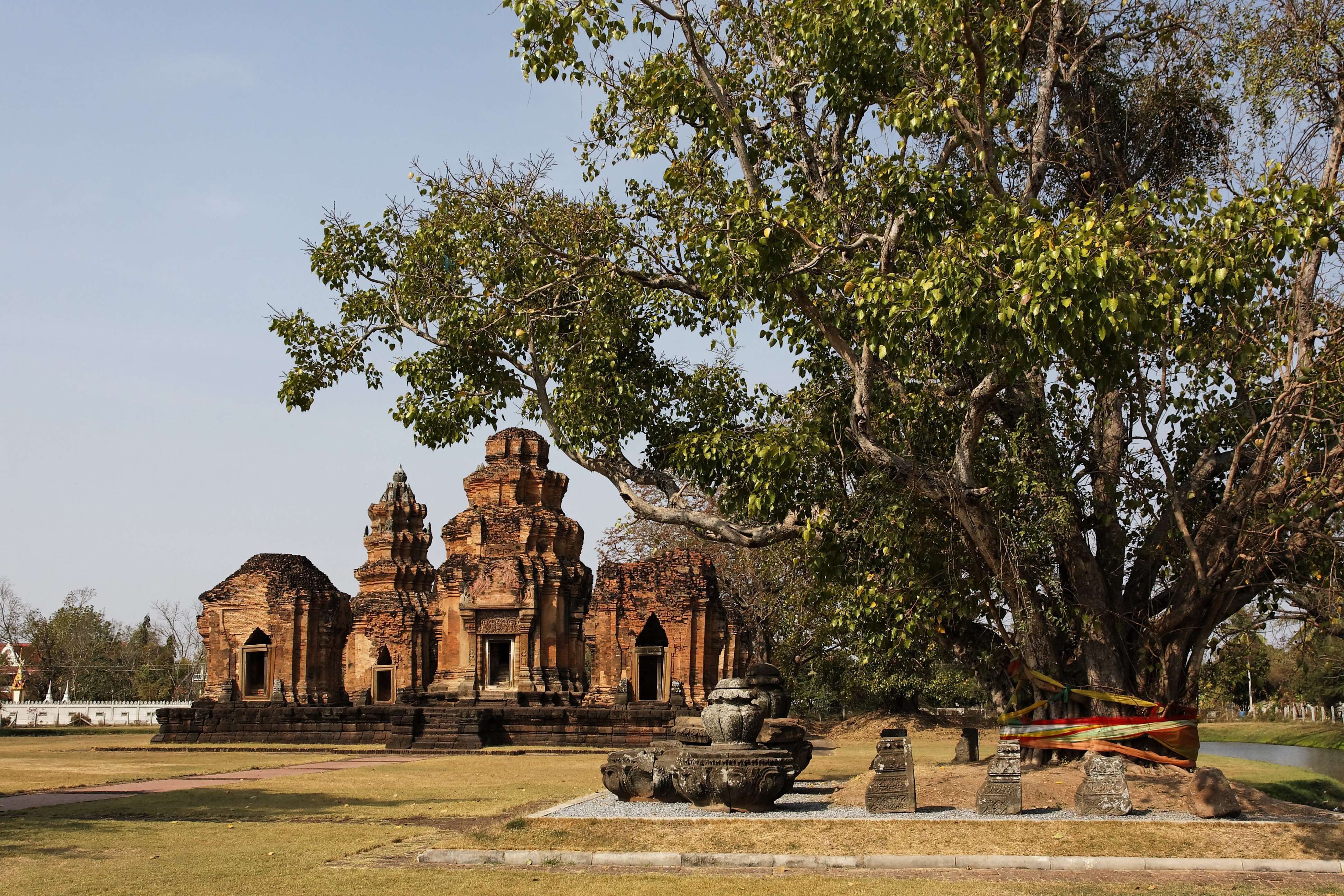
Vue d'ensemble
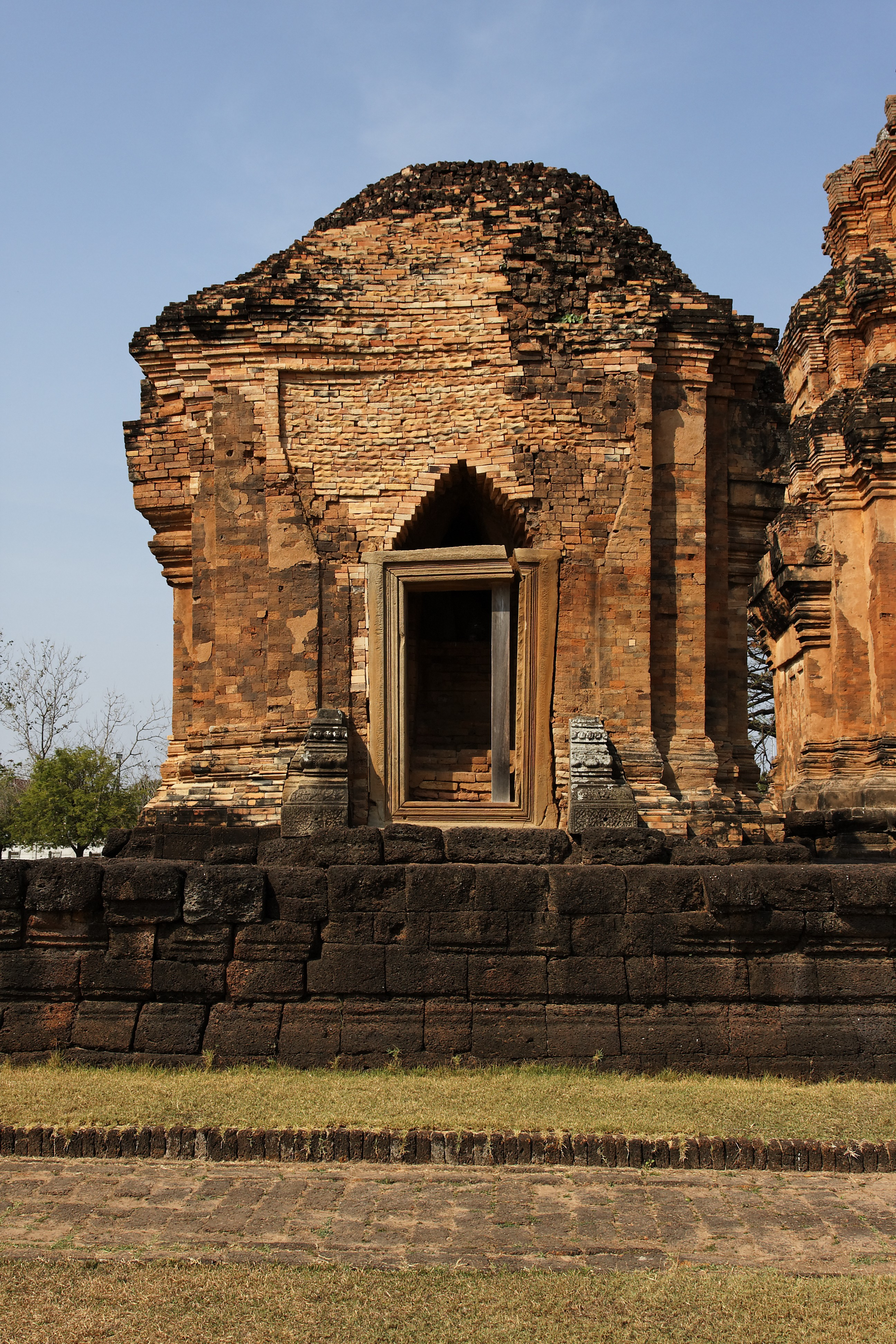
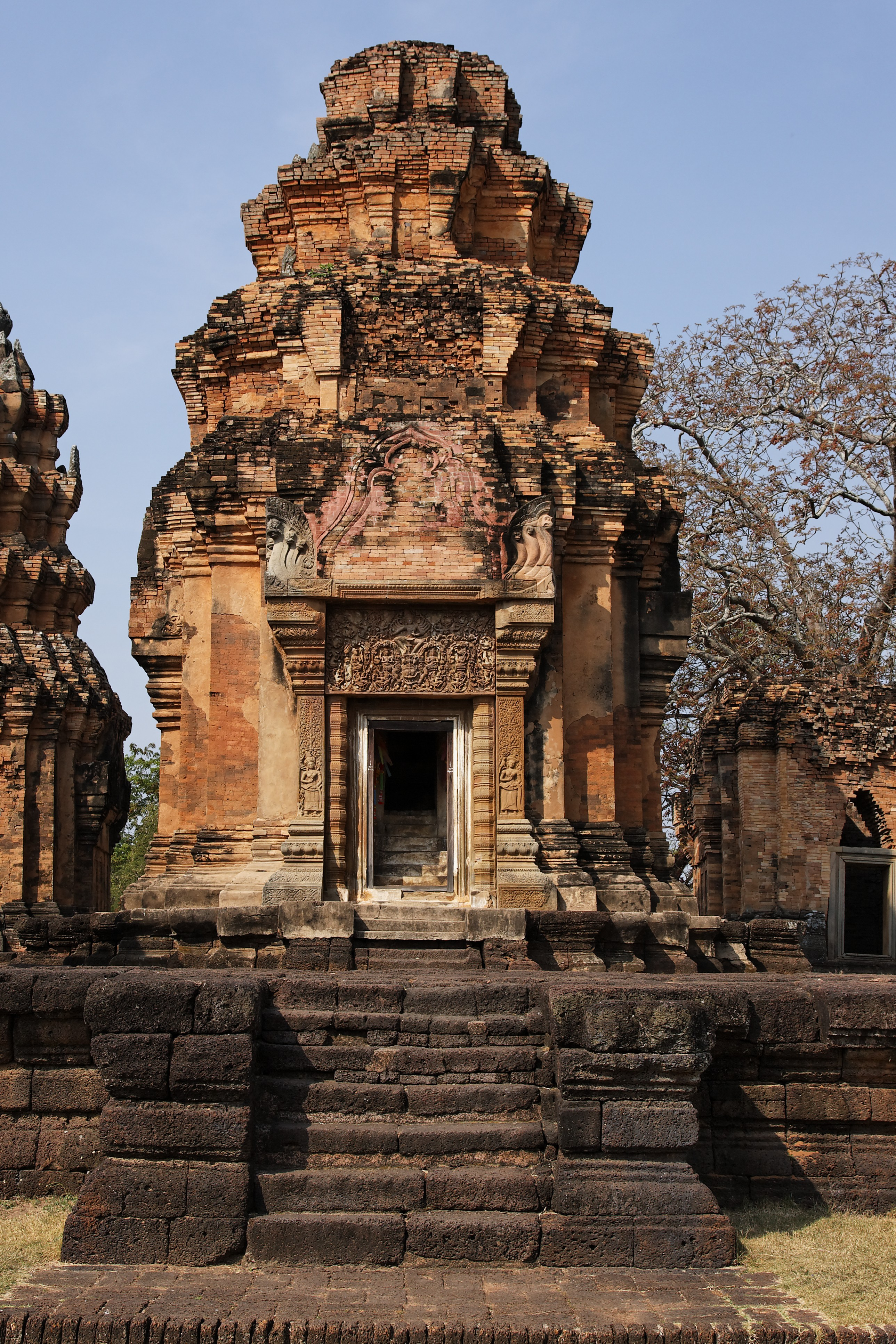
La tour (prang) principale
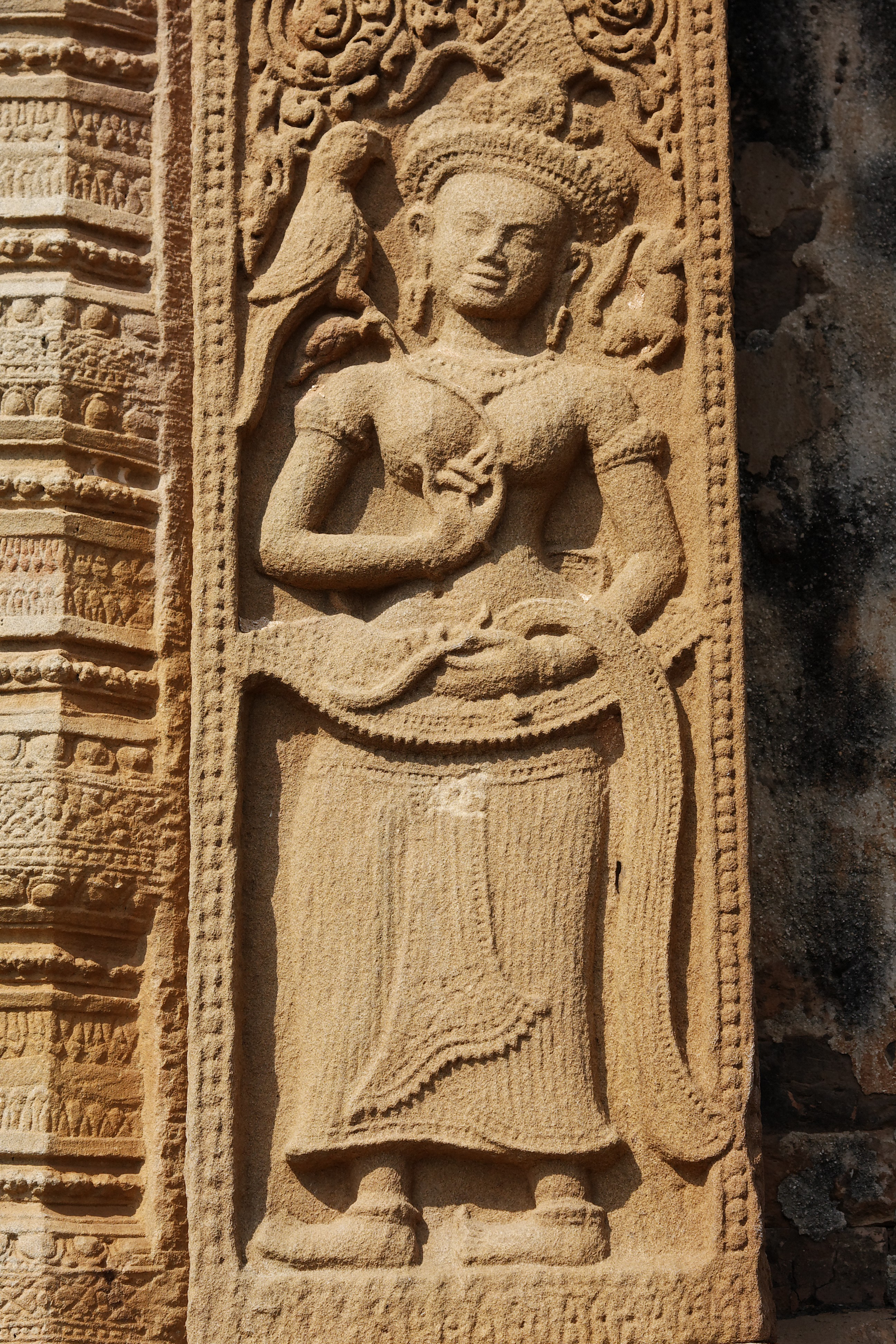
L'apsara au perroquet
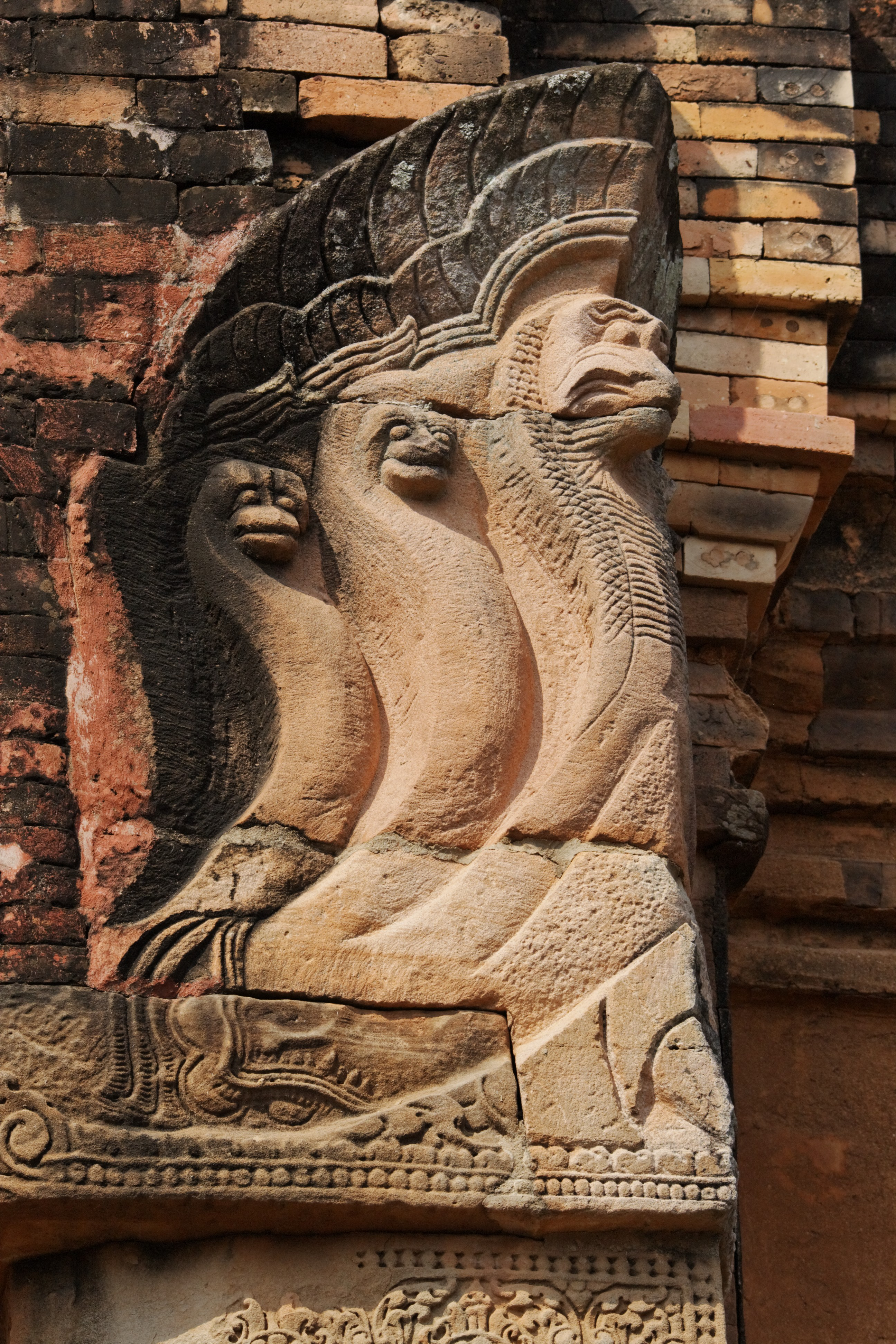
Nagas couronnés
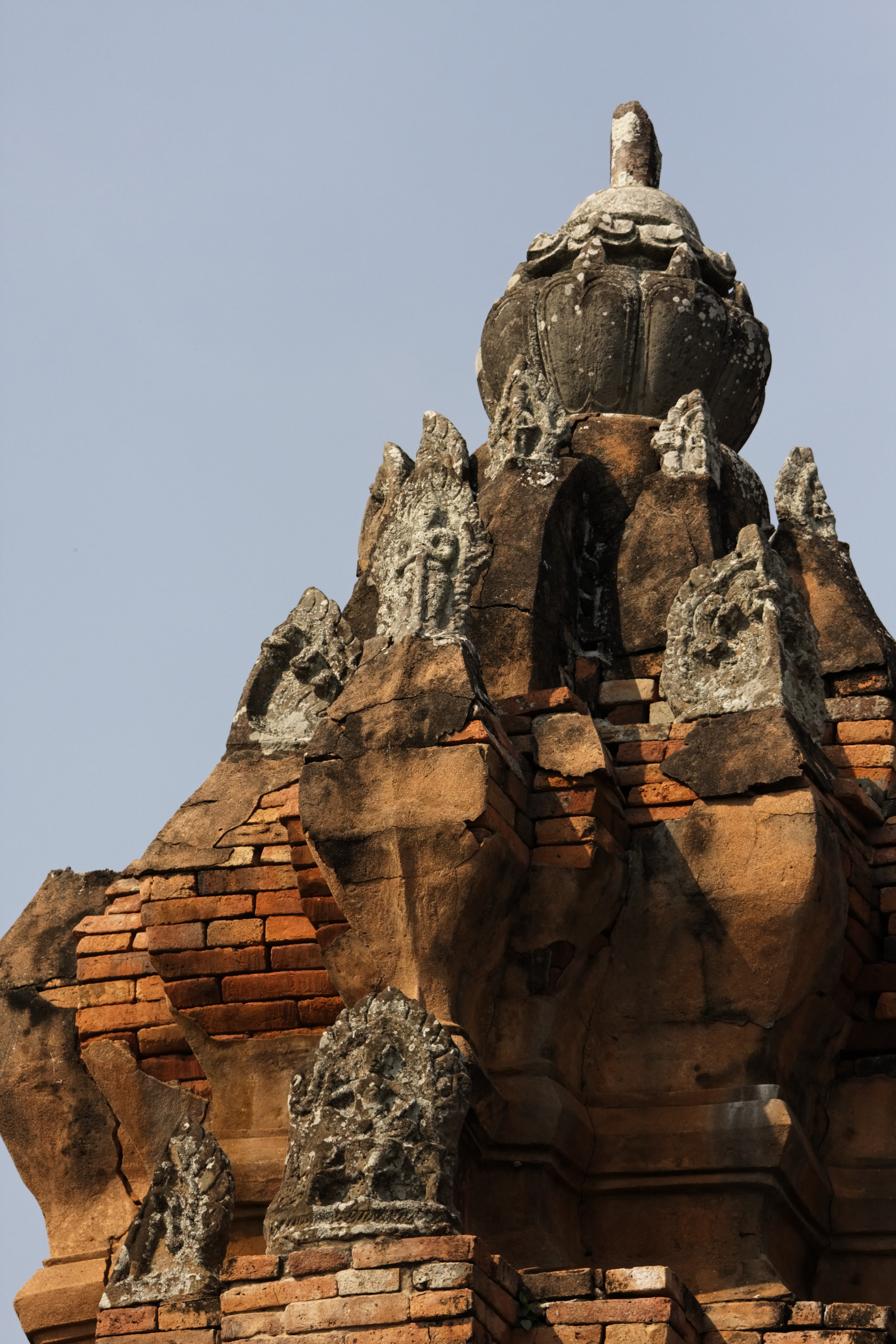
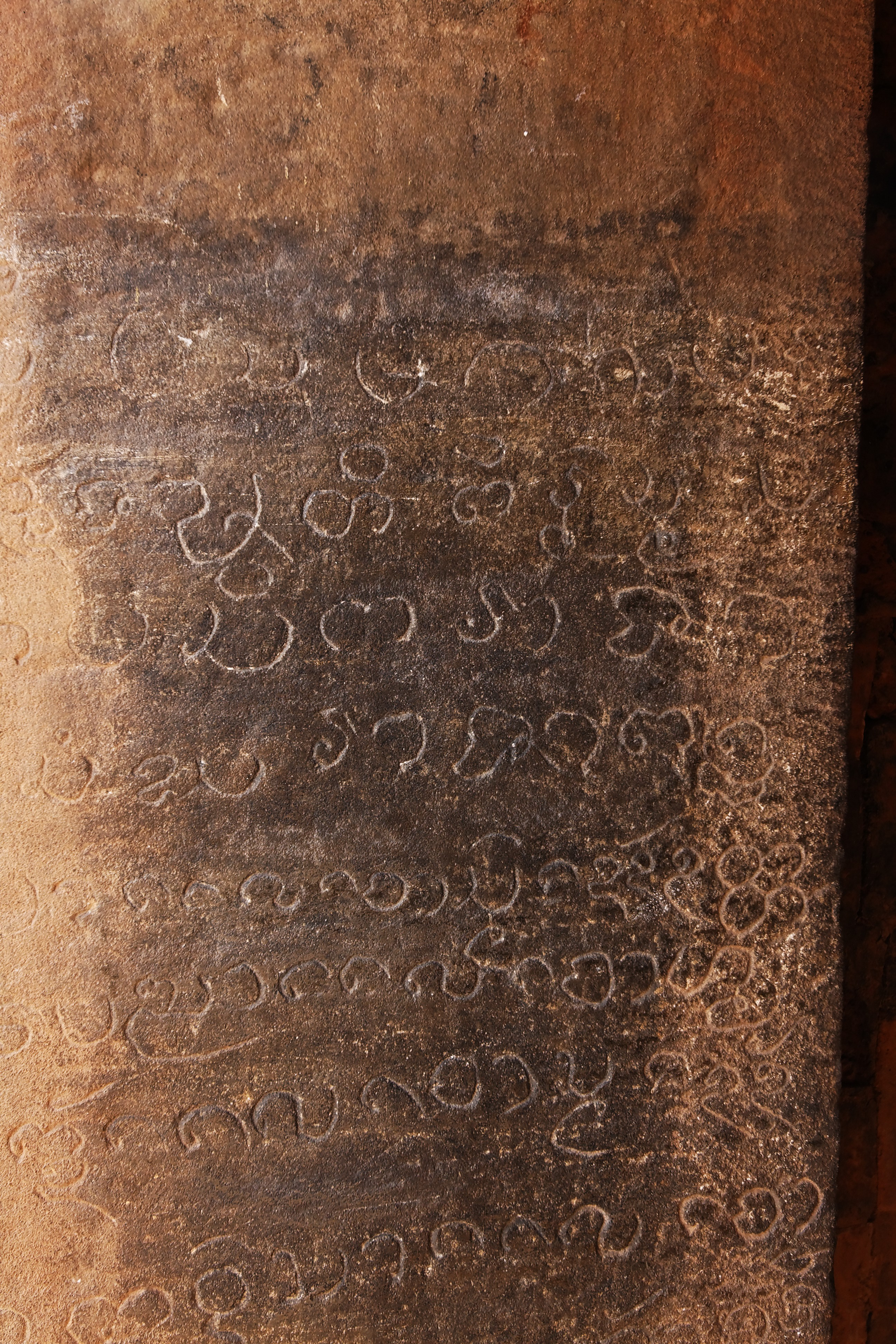
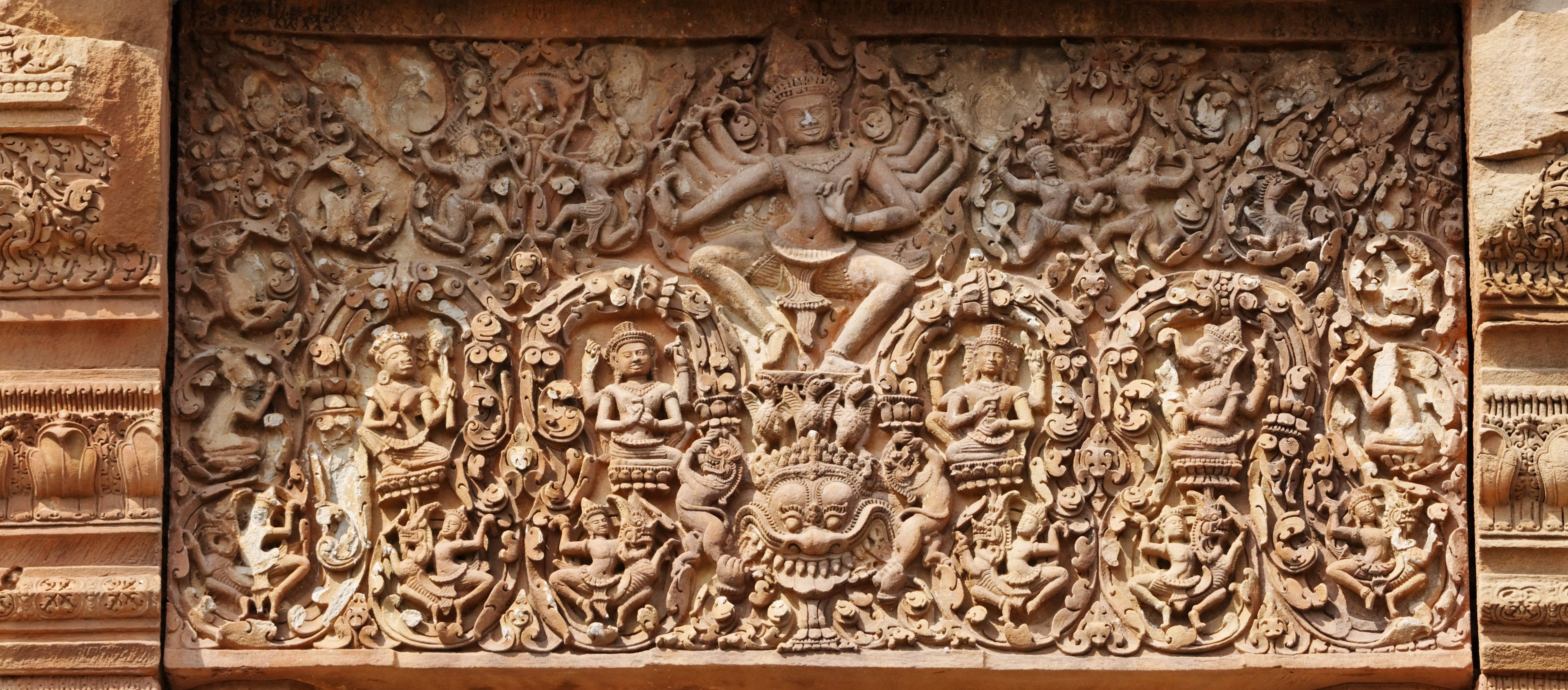
Linteau au-dessus de l'entrée de la tour principale
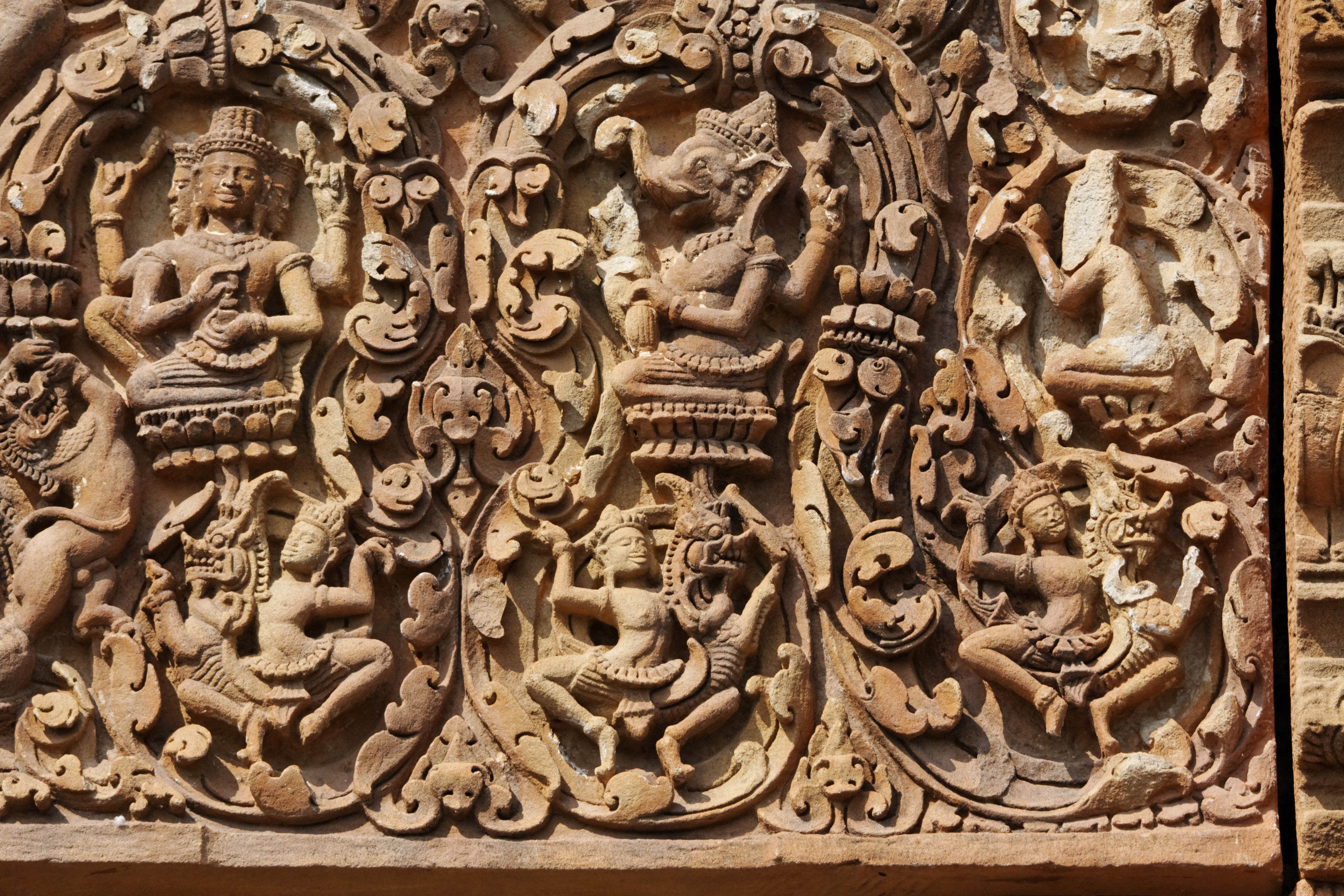
Linteau au-dessus de l'entrée de la tour principale (détail)